# Citoyenneté romaine
Dans la Rome antique, la citoyenneté romaine offre des droits étendus et fondamentaux. L'ensemble de ces droits forme le droit de cité romain (jus civitas ou civitas). À l'origine, le droit de cité, c’est-à-dire la reconnaissance de la citoyenneté, est réservé aux hommes libres inscrits dans les tribus de la ville de Rome et de son territoire limitrophe. En -89, il est étendu à tous les hommes libres d'Italie ; trois siècles après, en 212, il est accordé à tous les hommes libres de l'Empire romain. L'extension de la citoyenneté fut un puissant vecteur d'attraction de la Rome  antique.

## Les droits et devoirs du citoyen romain

### Lacivitas Romana optimo jure(citoyenneté romaine avec tous les droits)

#### Les droits politiques et militaires
- Jus suffragii : le droit de vote
- Jus militiae : le droit de s'incorporer dans la légion romaine, et d'y recevoir une solde et une part de butin
- Jus honorum : le droit d'être élu magistrat
- Jus sacrorum : le droit de participer aux sacerdoces

L’exercice du vote se réalise selon le découpage électoral des comices tributes, tout citoyen est donc rattaché à une tribu.
L'élection à la questure, première magistrature du cursus honorum, exigeait un cens minimum de 400 000 sesterces. Le jus honorum était donc restreint aux plus riches. De même, seuls les citoyens des classes les plus riches pouvaient être incorporés dans la légion, jusqu'à la réforme de Marius qui leva cette restriction en -105.

#### Les devoirs politiques et militaires ("munus" en latin)
- census : obligation de se faire recenser, sous peine de perte de la citoyenneté. Le recensement s’accompagne du rattachement du citoyen à une tribu urbaine ou rustique. La fortune du citoyen est aussi évaluée, elle détermine son rang dans la société et sa classe et sa centurie d’appartenance pour les opérations d’incorporation militaire et pour le processus de vote (comices centuriates) ;
- jus militae : obligation de servir dans la légion romaine, droit de percevoir une solde. Sous la République, avant la Réforme marianique seuls sont incorporés les citoyens des centuries ayant un certain seuil de richesse, les plus pauvres (prolétaires) étant exemptés ;
- tributum : contribution occasionnelle aux dépenses militaires proportionnelle à la fortune déclarée, supprimée en 167 av. J.-C. ;
- taxe sur les successions, établie par Auguste pour payer les primes de congés de fin de service des soldats.

#### Les droits civils

La toge est l'apanage de la citoyenneté romaine. Les Romaines et les habitants de l'Empire qui n'étaient pas citoyens ne pouvaient la porter.

Le citoyen romain dispose aussi de droits civils :
- jus conubii (ou conubium) : droit de mariage légal avec une romaine.
- jus commercii (ou commercium) : capacité de conclure des actes commerciaux, droit d’acheter et de vendre sur le territoire romain.
- jus legis actionis : droit d’intenter une action judiciaire devant un tribunal romain.
- jus census : le droit de propriété
- droit de porter la toge et les tria nomina (prénom, nom de famille et surnom), signes distinctifs du citoyen.
- droit de faire un testament et de léguer ses biens.

Des lois furent prises pour réprimer l’usurpation de la citoyenneté romaine (en -95, lex Licinia Mucia, contre les Italiens inscrits frauduleusement)
Face à la justice romaine, le citoyen bénéficie de protections :
- jus auxilii : droit à l'assistance d'un tribun de la plèbe pour sa défense
- jus provocationis : droit de faire appel au peuple lorsque l'on estime mauvaise une décision de justice, selon la lex Valeria de -300. Ce droit ne s'exerce toutefois pas dans l'armée, car l'imperium du consul lui donne droit de vie et de mort sur les citoyens-soldats.
- Peine corporelle et peine de mort infligée par les licteurs uniquement par fouet avec des verges et décapitation à la hache, exceptant tout autre supplice infamant. D'autres châtiments sont prévus pour des cas très particuliers (parricide, perte de chasteté pour une vestale).

Les verges furent interdites pour un citoyen par la lex Porcia de Caton l'Ancien, et il fut admis que l'on puisse éviter la peine capitale par un exil volontaire.

#### Onomastique du citoyen romain

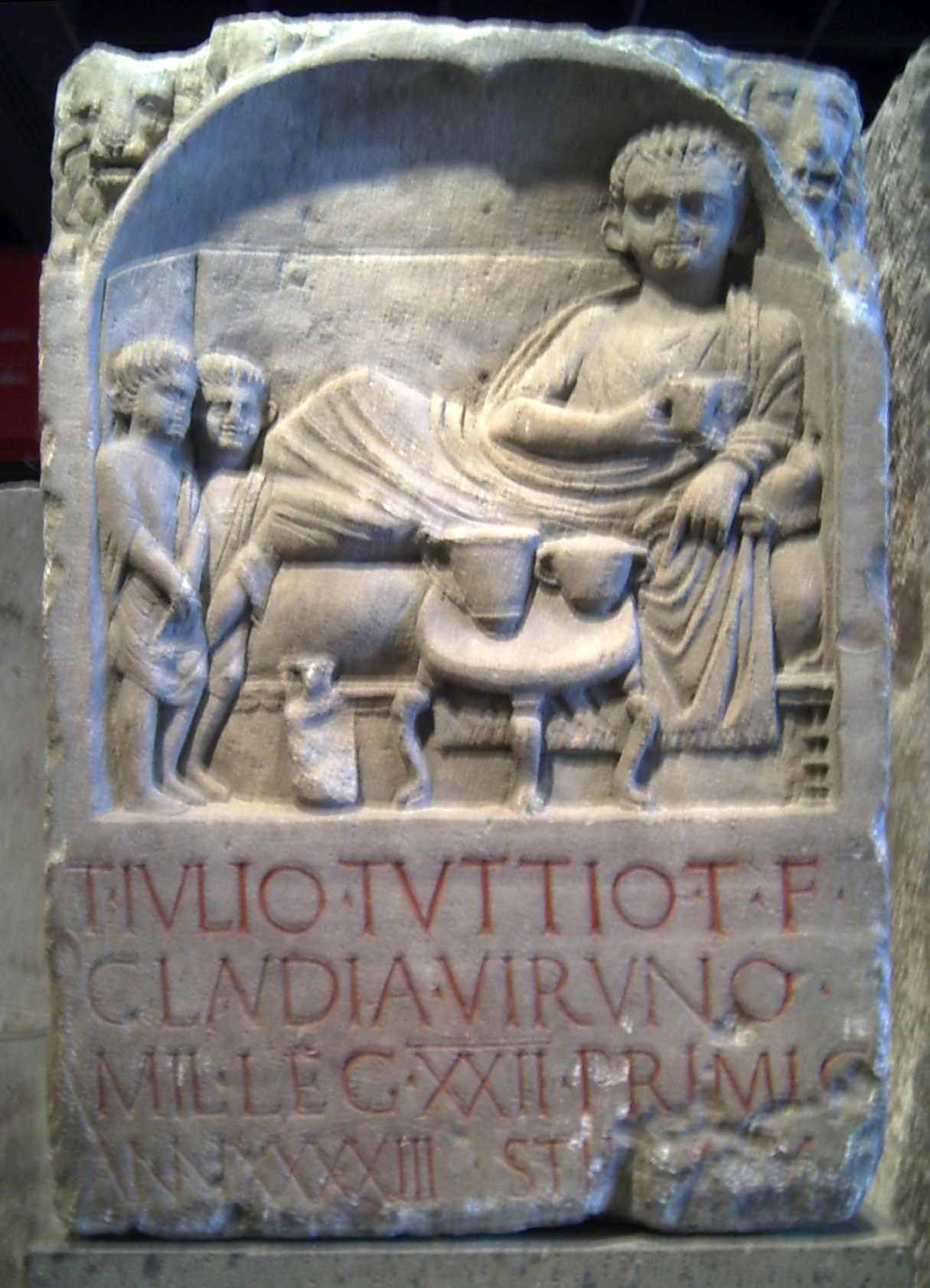
La pierre tombale de ce légionnaire romain présente la nomenclature complète du citoyen : « T.Iulio Tuttio T.f. Claudia » ce qui correspond, au cas datif à « T(itus) Iulius Tuttius T(iti) f(ilius) Claudia (tribu) » pour « Titus (praenomen) Iulius (gentilice) Tuttius (cognomen), fils de Titus, inscrit dans la tribu Claudia ». Le personnage étant un soldat il précise aussi son origo, origine géographique, Virunum dans le Norique. Tant cette origine que le nomen Iulius indiquent qu'il appartenait à une famille de provinciaux romanisés dont la citoyenneté remontait, directement ou indirectement, à l'un des empereurs ayant porté le gentilice Iulius.

La citoyenneté romaine se manifeste dans le nom de ceux qui en sont bénéficiaires. La nomenclature complète d'un citoyen comporte son praenomen, son nomen ou gentilice (nom de famille), sa filiation, manifestant la transmission héréditaire de la citoyenneté, et sa tribu. À partir de la fin de la république, le cognomen, surnom, s'ajoute à cette nomenclature. Praenomen, gentilice et cognomen forment les tria nomina qui permettent l'identification immédiate d'un citoyen, en particulier sur les inscriptions latines. Plus tard, avec la diffusion de la citoyenneté l'affichage des tria nomina se fait moins rigoureux à partir de la fin du deuxième siècle de notre ère : les inscriptions mentionnent de moins en moins souvent la tribu et les textes présentent de plus en plus souvent deux noms seulement au lieu des trois noms classiques. La concession générale de la citoyenneté par Caracalla en 212 acheva de précipiter cette évolution.

#### Droit de la femme romaine
Les femmes, comme dans de nombreuses civilisations, sont politiquement mineures et exclues de la plupart des droits. Pour autant, c'est un abus de langage et un anachronisme de dire que les femmes libres romaines ne sont pas citoyennes, même si elles ne portent jamais les Tria Nomina, ne participent pas aux comices ni ne peuvent exercer la moindre magistrature, ce qui d'un point de vue contemporain n'en fait pas des membres du corps civique : on relève en effet des inscriptions évoquant la collation du droit de cité par l'empereur à des anciens soldats en même temps qu'à leur épouse, afin qu'ils puissent s'unir dans le cadre d'un mariage légitime ou conubium ; quelquefois même la citoyenneté est donnée explicitement et nommément à une femme (« à Julianus et à son épouse Ziddina » dans la Table de Banasa, datée de 166).
Être citoyenne romaine c'est donc pouvoir être mère et épouse de citoyens romains, les seuls qui jouissent de droits politiques mais ne détenir pour soi-même que de peu de prérogatives (en matière d'héritage, cependant, elles existent). Leur statut leur permet néanmoins d’être choisie comme vestale, de participer à certains cultes traditionnels et de contracter le mariage légal.
Certains aspects de la tradition romaine accordent des droits aux femmes dont elles ne disposent pas dans d'autres cultures : 
- leur témoignage est recevable devant un tribunal (sauf de la part des courtisanes, vénales par définition) ;
- elles peuvent hériter à part entière ;
- elles ont droit comme les hommes à l’éloge funèbre lors de leurs funérailles, tradition que Tite-Live fait remonter à l’époque du sac de Rome par les Gaulois en -390, lorsque les dames romaines avaient offert leurs bijoux pour financer la rançon exigée par les Gaulois[2].

Enfin, selon une tradition que les Romains faisaient remonter à l'enlèvement des Sabines, les Romaines sont dispensées de tout travail domestique ou agricole, excepté filer la laine et élever les enfants.

### Lacivitas Romana sine suffragio(citoyenneté romaine sans suffrage)
La civitas Romana sine suffragio est une vraie citoyenneté juridique, mais incomplète politiquement : 
- Les citoyens sine suffragio ont le droit privé romain (commercium, conubium, legis actionis).
- Les droits judiciaires sont réels : la provocatio ad populum (appel au peuple) qui protège contre la coercitio (droit de contrainte) des magistrats est reconnue pour tous les citoyens. Le tribun de la plèbe convoque comices tributes ou concilium plebis pour défendre les citoyens sine suffragio qui s'estiment lésés.
- Mais les citoyens sine suffragio n'ont pas les droits politiques. Ils sont recensés à Rome sur des listes à part, mais pas dans les tribus (car ils ne votent pas et ne sont pas éligibles) ; ils n'appartiennent pas à la plèbe et ne participent pas à ses assemblées (comices tributes et concilium plebis), ni aux comices centuriates du populus. Au total, la civitas Romana sine suffragio comporte plus de charges (tributum accru et dilectus qui se fait en dehors des légions) que d'honneurs (celui d'être cives Romanus). C'était une sanction.
- De 350 à 268, Rome l'a imposée à un certain nombre de vaincus qu'elle privait ainsi de souveraineté (mais pas d'autonomie locale) cela lui permettait d'agrandir son territoire et sa population (pour la guerre).
- Mais la logique civique voulait une citoyenneté complète, et les citoyens sine suffragio ont peu à peu aligné sur les autres en recevant l'optimo jus (procédure achevée en 188).
- Mais ceci étendait l'ager Romanus et transformait la cité en état territorial, à la longue ingérable dans le cadre des institutions de la cité (car on ne peut plus contrôler efficacement les magistrats) ; aussi, après 268, et jusqu'en 90, Rome préféra le cadre plus souple de la fédération (traités inégaux avec les alliés), qui permettait de juxtaposer la civitas Romana et son imperium (zone d'influence).

## Les statuts juridiques desingenii(nés libres) dans l'empire de Rome
Pour les Romains, le jus gentium (droit naturel, droit des gens) est différent du jus ciuile (droit d'une cité). Par exemple, le droit de posséder une terre ou de fonder une famille relève du ius gentium ; en revanche, le droit d'ester en justice ou de se marier légalement relève du ius ciuile.

### Les citoyens romains
En droit public, le citoyen romain a le droit de vote (sauf s'il appartient à une cité qui a reçu la civitas sine suffragio, mais ce statut disparaît en 188 av. J.-C.), et, s'il en remplit les conditions censoriales, le droit d'éligibilité aux magistratures. Sous le principat, cela n'a plus grande importance (élections disparues à Rome, sous contrôle des aristocrates dans les municipes romains). En droit privé, le citoyen romain a le droit d'utiliser le jus ciuile dans trois domaines (le conubium, droit de contracter le mariage romain, seul légal ; le commercium, droit d'acquérir et d'aliéner des biens, dont le droit d'ester ; l'action en justice, pour faire valoir ses droits en justice). Le droit privé, qui est le même pour tous les citoyens, est fixé depuis les lois des « XII Tables » (450 av. J.-C.). Mais après 150 de notre ère, on distingue les honestiores et les humiliores qui ne sont pas traités de la même manière en droit pénal (torture permise pour les seconds).

### Les Latins

#### Latini ueteres
Les Latini ueteres (Vieux-Latins, à l'origine ceux du Latium et des colonies latines fondées avant 338), dont le statut n'est plus octroyé après 268 (ceux qui l'avaient avant le conservent), ont les droits civils et politiques dans leur cité d'origine, mais en plus, ils ont le jus ciuile (droit privé) romain (conubium, commercium, action en justice), le droit de vote lorsqu'ils sont présents à Rome (mais pas celui de se faire élire), et le droit de migratio (ils peuvent déménager et devenir citoyens romains).

#### Latini coloniarii
Les Latini coloniarii (Latins des 12 colonies latines fondées après 268, jusque vers 180), dont le statut semble un peu moins avantageux, pouvaient devenir citoyens romains en s'installant à Rome ; après 206 (ou 187) cela ne fut possible que s'ils laissaient un enfant mâle dans leur cité latine d'origo.

#### Pérégrins
Les Latins qui sont des pérégrins (étrangers à la citoyenneté romaine) appartiennent à une cité pérégrine ayant reçu le droit latin (essentiellement le droit privé). Ces Latins pouvaient devenir citoyens romains après avoir exercé une magistrature dans leur cité (minus Latium créé vers 125 av. J.-C.) ou en devenant décurion (maius latium, créé au temps de l'empereur Hadrien). Selon les cas, les cités pouvaient recevoir le « petit » ou le « grand » droit latin. L'extension du droit latin (minus Latium ou maius Latium selon les cas et les époques) fut très importante : on le donna à des cités pérégrines ou à des régions entières (ex : Gaule cisalpine en 88 av. J.-C., Ibérie sous Vespasien, en 75 apr. J.-C.) sans qu'il y ait fondation de colonies. Il n'existe pas une « citoyenneté latine », mais sous l'Empire, les citoyens des municipes latins (cités pérégrines ayant reçu le droit latin et ayant modifié leurs institutions pour s'aligner sur le modèle romain) sont appelés non « pérégrins », mais « citoyens latins ». Ils sont citoyens de leur municipium d'origo, où ils suivent le droit privé local et où ils ont les droits politiques. Mais comme la cité a reçu le droit latin, tous les citoyens bénéficient du droit privé romain, et les élites ont la citoyenneté romaine.

### Les pérégrins

#### Pérégrins ordinaires
Les pérégrins ordinaires sont rattachés à une cité ou à une communauté (peuple). Ils utilisent entre eux leur droit local, privé et public. Ils n'ont pas de droits politiques romains, ni le conubium. En revanche, le ius gentium qui leur est reconnu, permet depuis 242 av. J.-C. de régler les litiges sur les biens (propriétés, commerce) avec les Romains. Les pérégrins pouvaient obtenir la citoyenneté romaine individuellement ou collectivement, selon la politique du Sénat, des grands généraux du Ier siècle avant notre ère, et ensuite des empereurs.

#### Pérégrins «déditices»
Les pérégrins « déditices » appartiennent à une cité ou à une communauté n'ayant pas vu son statut collectif reconnu par Rome : ex. les indigènes égyptiens lors de la conquête d'Octave en 30 av. J.-C., les Juifs de Jérusalem après la révolte de 66-70 de notre ère. Les déditices utilisent seulement le jus gentium (limité en matière familiale, car pas de potestas du père sur les enfants, ni de testament reconnu légalement). Un pérégrin déditice ne peut devenir citoyen romain qu'en étant d'abord admis comme citoyen d'une cité pérégrine (par ex. un Égyptien devrait d'abord devenir citoyen d'Alexandrie avant de pouvoir devenir citoyen romain). Les pérégrins déditices furent les seuls hommes libres exclus de l'accession générale à la citoyenneté romaine en 212 de notre ère (Constitution antonine ou Édit de Caracalla) ; comme les nomes égyptiens avaient été municipalisés (considérés comme cités) par Septime Sévère, les Égyptiens furent aussi concernés par la mesure.

## Les statuts desliberti(affranchis)

### Les affranchis citoyens romains
En droit public, l'affranchi n'a que le droit de vote (il est inéligible car n'a pas le jus honorum), et il l'exerce le plus souvent dans une des quatre tribus urbaines. En droit privé, l'affranchi a le conubium, le commercium et le droit d'action en justice ; ses enfants sont considérés comme ingenui, donc citoyens romains de plein droit. L'affranchi doit de par la loi à son ancien maître (ou à son héritier) devenu son patron :
- le respect (pas d'attaque en justice sans autorisation d'un magistrat)
- des charges fixées par la convention d'affranchissement (aide professionnelle au maître)
- sa succession Si l'affranchi n'a pas d'héritier légalement reconnu

### Les affranchis latins juniens
Leur statut fut fixé sous Auguste par la loi Junia (17 av. J.-C.). Ce statut moins avantageux s'explique par le fait que certains affranchis parvenus choquaient les nobles. Les affranchis latins juniens sont des esclaves ayant été affranchis de manière informelle (par lettre, devant des amis, et non devant un magistrat) ou ayant été affranchis alors qu'ils avaient moins de 30 ans. Ils vivent libres et ont des droits privés équivalents au droit latin (commercium, conubium) en cas de mariage avec un conjoint romain, les enfants sont citoyens romains (sous Hadrien). À leur mort, ils ne peuvent faire de testament et leurs biens reviennent à leur patron, qui peut vendre son droit de patronat à un autre citoyen romain.
Le latin junien peut devenir citoyen romain par affranchissement officiel de la part de son patron, en rendant des services à la communauté (6 ans de service dans les cohortes de vigiles, construction de navires durant 6 ans pour l'annone de Rome, construction d'immeubles de 100 000 sesterces après l'incendie de 64, panification depuis 3 ans pour le compte de l'état), par concession impériale (avec accord du patron). Le latin junien qui l'était parce qu'il avait été affranchi avant 30 ans devenait citoyen romain lorsqu'il avait un enfant d'un an (en 75 de notre ère, vrai pour tous les juniens). Ces affranchis latins juniens ne sont pas à confondre avec les citoyens pérégrins de droit latin ; le seul point commun entre eux (qui justifie l'appellation de « latin »), est qu'ils possèdent le droit latin (le droit privé romain).

### Les affranchis pérégrins
Si le maître est un pérégrin, l'affranchi obtient la citoyenneté locale de son maître, et ne peut en changer sans l'accord de son ancien maître devenu son patron.

### Les affranchis déditices
Ils le sont parce que leur maître était un pérégrin déditice, ou parce qu'ils ont été jugés indignes de devenir citoyens romains comme leur maître (à cause d'un métier jugé infamant, ou d'une faute grave durant leur temps d'esclavage à partir d'une loi de 4 apr. J.-C.). Ils n'ont que le ius gentium et sont frappés d'une interdiction de séjour à Rome et dans un rayon de 100 milles romains (150 km). À leur mort, leurs biens reviennent à leur patron.

### Les affranchis d'affranchis
Les esclaves d'esclaves qui sont affranchis suivent le statut juridique du patron de leur maître affranchi.

## La citoyenneté latine
Dès ses débuts, Rome pratiqua une politique d’alliance étroite avec les cités du Latium au sein de la Ligue latine. Après diverses tensions, dont la révolte des Latins en -340, Rome dut concéder en -338 la citoyenneté romaine aux habitants libres des cités du Latium. Toutefois, comme l’exercice du vote ne pouvait se faire qu'en personne et à Rome même, cette citoyenneté fut accordée sans droit de vote (citoyenneté sine suffragio dite aussi « citoyenneté latine »), et donc sans l’accès aux magistratures romaines. Le citoyen latin peut voter lors des comices tributes seulement s'il est présent à Rome le jour de l'élection. Il est alors inscrit dans une des 35 tribus tirée au sort.
Les citoyens latins disposent des droits civils et de la protection des lois romaines, peuvent acquérir ou vendre des biens (jus commercii), mais sont dépourvus de droits politiques sauf dans les cités latines (municipe latin). Un citoyen latin peut épouser légitimement une Romaine, mais leurs enfants seront citoyens latins, sauf si l’époux possède le jus conubii à titre personnel. Sinon, leurs enfants possèdent automatiquement la citoyenneté latine.
Le citoyen latin pouvait néanmoins grâce au jus migrationis s’installer à Rome, s’inscrire dans une tribu et dès lors avoir le plein exercice de la citoyenneté.
Ces deux niveaux de citoyenneté se diffusèrent en Italie et au-delà lors de la fondation de colonie romaine qui bénéficiait de la citoyenneté pleine et entière (civitas cum suffragio), et de colonie latine aux droits plus limités (civitas sine suffragio).

## Acquisition de la citoyenneté romaine
La citoyenneté romaine s’acquiert par naissance si l’on est enfant d’un citoyen romain ou d’un affranchi romain.
L'affranchi acquiert une citoyenneté incomplète, il reste marqué par la macule servile : après Auguste il ne peut prétendre aux honneurs municipaux. Un affranchi est inscrit dans une des tribus urbaines pour éviter qu'un ambitieux se constitue par affranchissement une masse de nouveaux électeurs dans sa propre tribu. De plus, l'inscrire dans une tribu urbaine fait que l'essentiel des pauvres, dont fait partie l'affranchi, se trouvent dans les quatre tribus urbaines. Les pauvres ont ainsi un poids plus faible dans les votes des comices tributes car les votes sont comptabilisés par tribus et non par têtes.
La citoyenneté peut s'acquérir par naturalisation d’un homme libre, on parle alors de concession viritane (viritim), c'est-à-dire à titre personnel. Dans ce dernier cas, le nouveau citoyen prend le nom de famille du magistrat qui l'a fait citoyen et est inscrit dans sa tribu. La naturalisation d'un homme libre s'explique souvent par des liens de patronage (voir client). Après Auguste, seul l'empereur peut accorder ainsi la citoyenneté à titre individuel. Cette décision se fait souvent à la suite d'une recommandation faite par un patron. Le nouveau citoyen prend le nom de famille (gentilice) de l'empereur : Iulius ou Claudius sous les Julio-claudiens, Flavius sous les Flaviens, Ulpius, Aelius ou Aurelius sous les Antonins, Septimius ou Aurelius sous les Sévères. La Tabula Banasitana témoigne de cette procédure pour l'époque de Marc Aurèle. Elle montre que la concession de la citoyenneté était toujours fortement contrôlée par les empereurs.
Toutefois, la citoyenneté est accordée de plus en plus largement, surtout sous l’Empire, sans critère d’origine, de naissance ou de religion, à titre individuel ou tous les hommes libres d’un territoire pacifié depuis longtemps. Rome se montre ainsi beaucoup plus accueillante que les cités grecques. On trouve par exemple et malgré d’importantes différences culturelles des juifs citoyens romains, tels Flavius Josephe ou Cn. Pompeius Paullus (Paul de Tarse). Dans les Actes des Apôtres, Paul déclare sa citoyenneté romaine après avoir été battu sans jugement (cf Actes 16, 37), ce qui effraie les stratèges de la ville de Philippes.

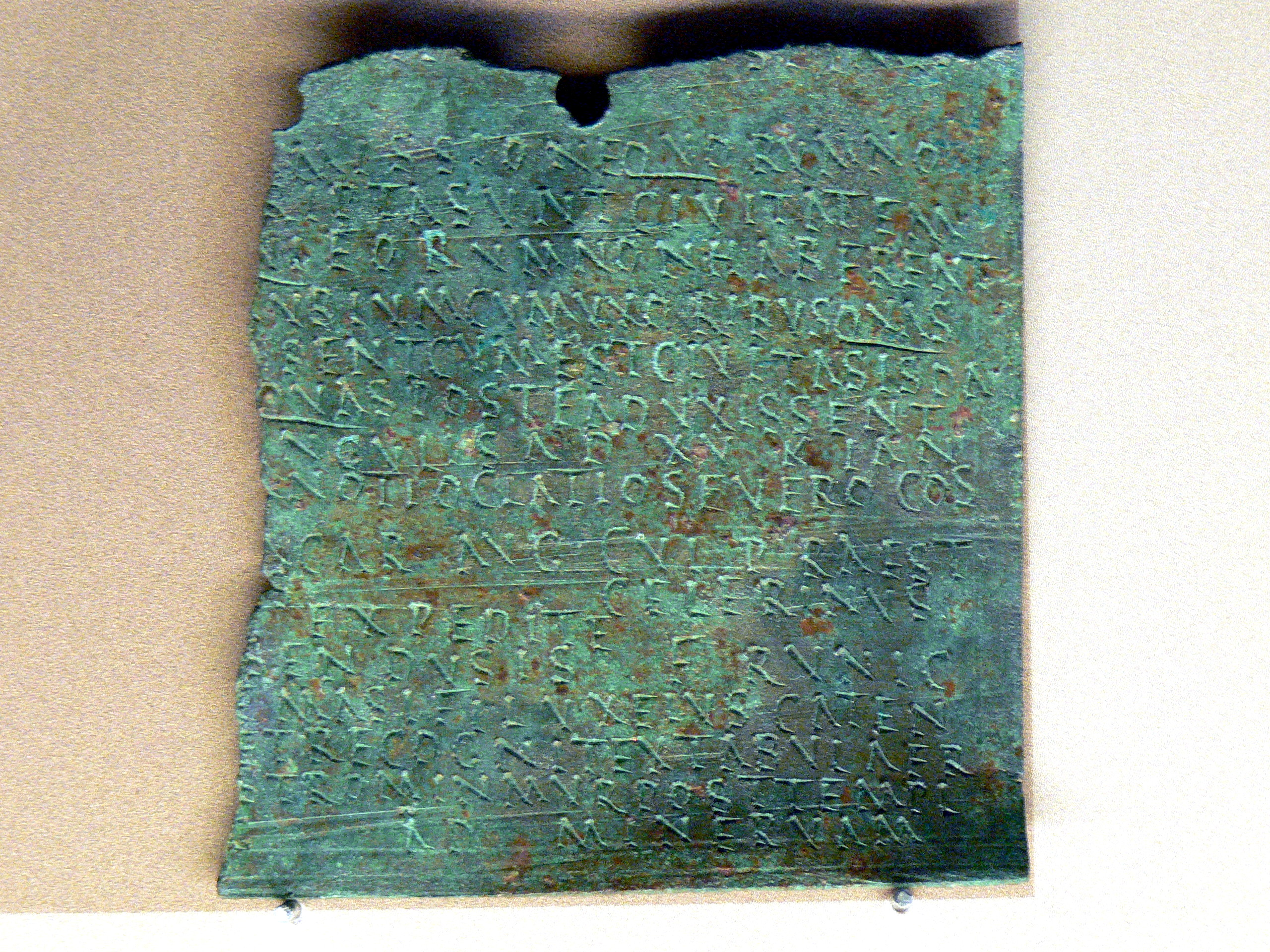
Fragment de diplôme militaire (Année épigraphique 2004, 1053, 1064) datant de 160 et conférant la citoyenneté à un ancien soldat de la cohorte V Bracaraugustanorum. Inscription conservée au Museum Quintana(Künzing).

À la fin de la République et sous l’Empire, le service militaire dans les troupes auxiliaires est pour de nombreux provinciaux le moyen d’acquérir la citoyenneté romaine à l’issue de leur service. La citoyenneté est d'abord conférée à titre exceptionnel en récompenses de mérites insignes, comme en témoigne la Table d'Asculum : en -90 Cn. Pompeius Strabo, père de Pompée attribua la citoyenneté romaine à des cavaliers ibères ayant servi durant la Guerre sociale. Ce n'est qu'à partir de Claude que la citoyenneté est systématiquement conférée aux soldats auxiliaires ayant accompli 25 ans ou plus de service et ayant reçu un congé honorable. Les diplômes militaires témoignent de cette procédure et de ses évolutions : les soldats recevait aussi le conubium pour leur épouse et, jusqu'en 140, la citoyenneté pour leurs enfants déjà nés.
La citoyenneté est également accordée à une cité entière en raison de services rendus lors des guerres menées par Rome. L’octroi de cette citoyenneté se fait alors souvent par étapes : droit latin d’abord, puis citoyenneté romaine pour tous les habitants ultérieurement. Dans le cadre du droit latin accordé à une cité les magistrats de la cité, en sortie de charge, deviennent citoyens romains. Les autres membres de la cité se voient attribuer le conubium et le commercium. À partir d'Hadrien le droit latin majeur confère la citoyenneté à tous les décurions de la cité. Le droit latin, élaboré à la fin de la république à partir des relations passées entre Rome et les alliés (socii) italiens, fut, sous l'empire, un puissant moyen d'intégration et de romanisation des élites locales et des aristocraties civiques de l'empire, essentiellement cependant dans la partie occidentale de l'empire. Le droit latin peut être conféré à une cité dont le droit est étranger au droit romain (cité pérégrine) mais en général il s'accompagne d'un changement de statut : la cité peut devenir colonie latine — de nombreux exemples sont connus en Gaule — ou elle peut devenir municipe latin : dans les deux cas la cité reçoit une nouvelle constitution plus conforme au droit romain mais ménageant d'importante possibilité d'adaptation et d'autonomie locale. Sous la république et au début de l'empire une cité déjà existante recevant collectivement la citoyenneté romaine pour ses habitants devient un municipe romain, ce fut encore le cas pour Volubilis au début du règne de Claude. Par la suite la création de municipe ne conféra plus que le droit latin. Une colonie latine ou un municipe latin peuvent ensuite devenir une colonie romaine : la citoyenneté est conférée à tous les habitants libres de la cité. Toutes les cités ne connaissaient pas cependant cette évolution du droit de leur citoyen. Certains exemples sont bien connus comme le cas de Lepcis Magna, cité libre d'Afrique proconsulaire devenue municipe latin sous Vespasien et colonie romaine sous Trajan.

## Synthèse historique
Quelques dates importantes marquent l'évolution de la concession de la citoyenneté :
- La lex Iulia de Civitate Latinis Danda ou lex Julia (-90) accorde la citoyenneté romaine aux peuples d'Italie qui ne s'étaient pas révoltés après l’assassinat de Livius Drusus[5].
- La lex Plautia Papiria (-89) étend le droit de cité complet à tous les habitants libres d'Italie au sud du Pô. Cette mesure permet de clore la Guerre sociale en satisfaisant sa principale revendication[5].
- en -88, la lex Pompeia accorde la citoyenneté latine à tous les habitants de Gaule cisalpine[5].
- en -65, la Lex Papia réprime l’usurpation de citoyenneté romaine.
- en -49, la lex Roscia, adoptée au début de la guerre civile, accorde la citoyenneté romaine à tous les habitants de Gaule cisalpine[5]. L'ensemble de la Gaule cisalpine est ensuite annexé à l'Italie en -42.
- en -44, à l'initiative de Marc Antoine, la citoyenneté romaine est donnée à tous les hommes libres de Sicile, cette mesure fut partiellement révoquée par Auguste.
- en 48 de notre ère, comme en témoigne la Table claudienne de Lyon, Claude accorde l'accès aux magistratures et au sénat aux notables de la Gaule Chevelue : cela est souvent vu comme la concession du jus honorum. Claude, sans se départir d'un profond respect pour le statut de citoyen, fut, à l'occasion notamment de sa censure, l'artisan d'une ouverture importante de la citoyenneté, ouverture parfois jugée trop généreuse par ses contemporains, qui tel Sénèque raillèrent un empereur qui aurait voulu voir tous les Gaulois en toge[6]. La Tabula Clesiana témoigne aussi selon Edmond Frézouls[7] de cette conception claudienne où la citoyenneté devient l'instrument de l'équilibre de l'empire.
- Vespasien (69-79) octroie le droit latin à toutes les villes d’Hispanie.
- en 212 enfin, citoyenneté romaine à tous les hommes libres de l’Empire (Édit de Caracalla).